# Louis Hippolyte de Montcalm-Gozon
Louis Pierre Marie Paulin Hippolyte Décadon, marquis de Montcalm-Gozon est un officier général et député français né le 10 septembre 1775 à Saint-Sulpice-sur-Lèze et décédé le 27 février 1857 à Montpellier.

## Biographie
Il est le fils de Louis de Montcalm-Gozon, marquis de Montcalm et de Saint-Véran, et de Jeanne de Lévis.
Durant la Révolution, Montcalm participa aux mouvements royalistes dans le Midi. 
À la première Restauration, il était colonel et chevalier de l'ordre de Saint-Louis. 
Fidèle aux Bourbon, il servit Louis XVIII, lors des Cent-Jours, comme commissaire extraordinaire du roi et prit part à la campagne du Pont-Saint-Esprit sous les ordres du duc d'Angoulême. Il fit arborer le drapeau blanc à Montpellier après la bataille de Waterloo.
Le 22 août 1815, il est élu député ultraroyaliste de l'Hérault et siégea dans la majorité de la Chambre introuvable. Il obtient sa réélection en 1816 et en 1817.
En 1823, il est promu maréchal de camp.
Il rentra dans la vie privée après les Journées de juillet 1830.
En 1832, son épouse Armande de Vignerot du Plessis de Richelieu décède ; ils n'ont aucune descendance. Elle tenait un salon politique et littéraire à Paris sous la Restauration. Elle était la fille de Louis-Antoine-Sophie de Vignerot du Plessis, duc de Richelieu et de Fronsac.

## Distinctions
- Chevalier de l'ordre royal et militaire de Saint-Louis[3]
- Officier de la Légion d'honneur[3]